# Teoponte
Teoponte est une localité du département de La Paz en Bolivie située dans la province de Larecaja. Sa population s'élevait à 1 421 habitants en 2001.